# Jerzy Kaczmarek
Jerzy Mieczysław Kaczmarek (Lubsko, 1948. január 8. –) olimpiai bajnok lengyel tőrvívó.

## Sportpályafutása
Az 1969-es vívó-világbajnokságon szerepelt először a lengyel csapatban. Ezüstérmes lett a Ryszard Parulski, Lech Koziejowski, Jerzy Kaczmarek, Marek Dąbrowski és Witold Woyda alkotta csapat. 1971-ben Bécsben ismét bejutottak a világbajnokság döntőjébe, de kikaptak a franciáktól.
A müncheni olimpián a lengyel válogatott (Marek Dąbrowski, Jerzy Kaczmarek, Lech Koziejowski, Witold Woyda és Arkadiusz Godel alkotta összeállításban) bejutott a döntőbe, és ott aranyérmet szerzett a szovjet csapat ellen. Két évvel később, az 1974-es grenoble-i vívó-világbajnokságon Marek Dąbrowski, Lech Koziejowski, Jerzy Kaczmarek és Ziemowit Wojciechowski bejutott a döntőbe, de ott kikaptak a szovjet vívóktól.